# Produktionslogistik

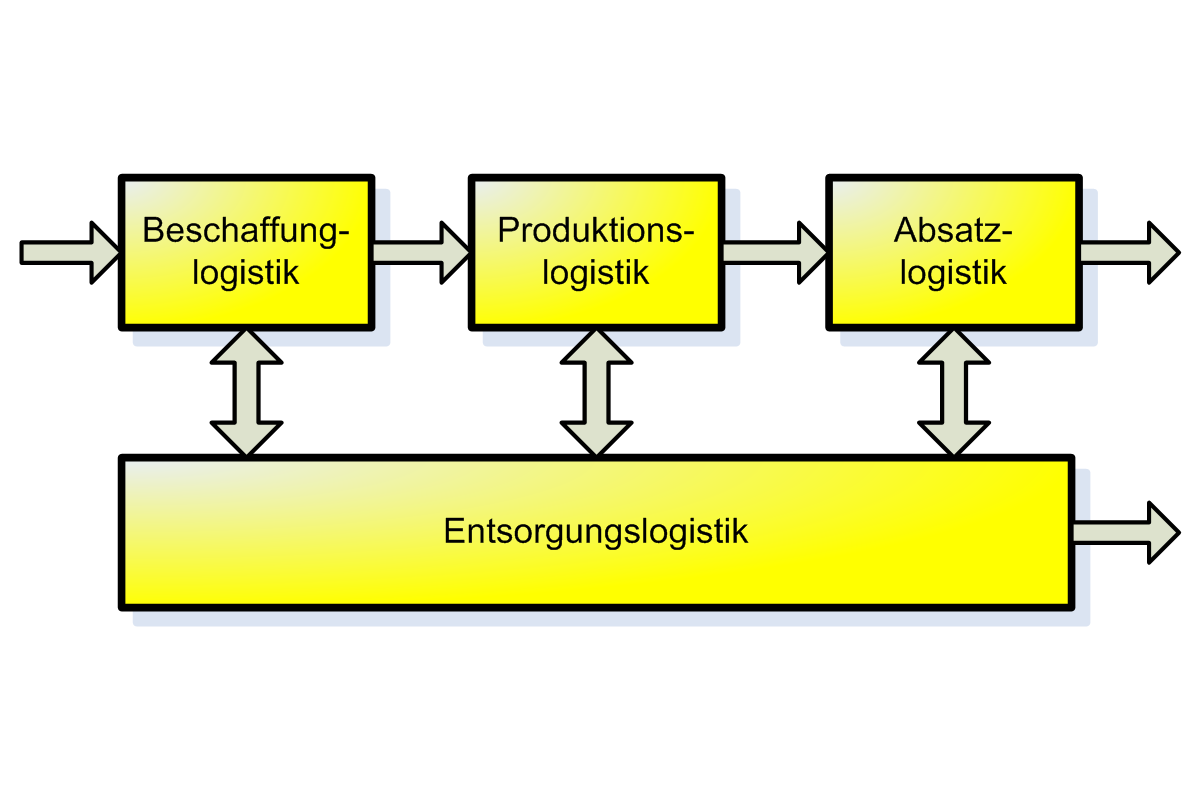
Subsysteme der Logistik: Beschaffungs-, Produktions-, Absatz- und Entsorgungslogistik

Der Begriff Produktionslogistik als Teil der Produktion und der Logistik bezeichnet in der Betriebswirtschaftslehre die Planung, Steuerung und Kontrolle der innerbetrieblichen Transport-, Umschlag- und Lagerprozesse. Sie ist eng mit den übrigen Logistikbausteinen verbunden. Ein Kern der Produktionslogistik wird durch die Layoutplanung gebildet.

## Begriff
Sehen wir die Produktionslogistik als einen Teil der logistischen Kette, so ergibt sich folgende Definition: „Die Produktionslogistik ist abgestützt auf die übergeordnete Unternehmenslogistik, die Gesamtheit der Aufgaben und deren abgeleiteten Maßnahmen zur Sicherstellung eines optimalen Informations-, Material- und Wertflusses im Transformationsprozess der Produktion.“
Die Produktionslogistik stellt das Bindeglied zwischen Beschaffungs- und Distributionslogistik sowie der Herstellung der Produkte dar.

## Aufgaben
Die Produktionslogistik hat die Aufgabe, die art- und mengenmäßig, räumlich und zeitlich abgestimmte Versorgung der Produktionsprozesse mit den benötigten Produktionsfaktoren sowie deren Entsorgung zu gewährleisten.
Es werden alle Güterbestände und Güterbewegungen innerhalb der Fertigungsstandorte gesteuert und kontrolliert.
Die Produktionslogistik übt eine flussbezogene Koordinationsfunktion im Rahmen der Produktionswirtschaft aus. Sie soll mit dazu beitragen, dass Verbesserungen, Vereinfachungen und Einsparungen im Produktionsbereich erzielt werden.
Im Einzelnen handelt es sich um:
- Verbesserung der kundennahen Produktion
- Steigerung der Flexibilität in der Produktion
- Reduzierung von Durchlaufzeiten
- Reduzierung von Beständen
- optimale Gestaltung der Transportwege in der Fertigung
- Reduzierung von Sortimentsbreite, Variantenanzahl und Teilevielfalt
- Verbesserung der Losgrößen
- Harmonisierung der Kapazität
- Senkung der Herstellkosten
- sinnvolle Kombination von Eigenfertigung und Fremdbezug (Make-or-Buy)

Ein Beispiel für eine strategische Aufgabe der Produktionslogistik ist die Layoutplanung. Ein Beispiel für eine taktische Aufgabe ist die Transportmittelwahl. Ein Beispiel für eine operative Aufgabe ist die Auslösung von Transportaufträgen.

## Strategie
Die Produktionslogistik verfolgt als primäres Ziel, die Produktion an den Marktbedürfnissen und den übergeordneten Zielen eines Unternehmens auszurichten. Um diese Ziele zu erreichen, wurden Fertigungskonzepte, wie die Fertigungsinsel entwickelt. Sie sollen dazu beitragen, die Fertigungsplanungs- und Fertigungssteuerungsprozesse optimal zu gestalten und günstige Rahmenbedingungen dafür zu schaffen.

## Einflussgrößen
Folgende Haupteinflussgrößen der Produktionslogistik sind zu unterscheiden:
- Produktentwicklung
- Produktstruktur
- Produktionsstruktur
  - Fertigungsstruktur in der fertigungsorientierten Produktion 
    - Werkstättenfertigung
    - Fließfertigung
    - Baustellenfertigung
    - Gruppenfertigung
    - Losgrößenfertigung
    - schlanke Produktion (lean production)
    - Fertigungssegmentierung
    - Fraktale Strukturierung

  - Prozessstruktur in der prozessorientierten Produktion 
    - kontinuierliche Prozesse
    - diskontinuierliche Prozesse

## Inhalt
Da die Produktionslogistik eine flussbezogene Koordinationsfunktion ausübt, werden folgende Funktionen nicht allein von der Produktionslogistik verwendet. Die technische Planung, die Organisation, die Arbeitsvorbereitung u. ä. sind an der Gestaltung der Aufgaben maßgeblich beteiligt.
- Layoutplanung
- Produktionsplanung und -steuerung
- Entwurf organisatorischer Konzepte: MRP I, MRP II, OPT, JIT, Kanban, Fortschrittszahlenkonzept, Netzplantechnik.